# Владимир Ћоровић
Владимир Ћоровић (Мостар, 27. октобар 1885 — Еласона, 16. април 1941) био је српски историчар, универзитетски професор и академик.

## Биографија
Владимир Ћоровић је рођен 27. октобра (15. октобра по старом календару) 1885. године у Мостару, у познатој српској трговачкој породици, његов брат је Светозар Ћоровић, један од познатијих српских приповједача из херцеговачког краја. У родном граду завршио је основну школу и гимназију. Била је то средина са веома јаком и разбуђеном српском националном свешћу, којој је тон давала група истакнутих књижевника, међу којима је био и његов брат Светозар. Године 1904. Владимир Ћоровић се уписао на Бечки универзитет, где је студирао словенску филологију, археологију и историју. Професори су му били чувени слависти Ватрослав Јагић, Константин Јиричек и Милан Решетар. Ћоровић је био врло активан у Српском академском друштву „Зора“, о коме је 1905. године објавио књижицу. Тезом о Лукијану Мушицком, докторирао је у Бечу 1908. године. Специјалистичке студије наставио је у Минхену (1908—1909) код познатог немачког византолога Карла Крумбахера. Неко време је боравио у Паризу и Болоњи, где је истраживао старе словенске рукописе.
Од септембра 1909. године Ћоровић је живео у Сарајеву, радећи најпре као кустос, а затим као управник библиотеке у Земаљском музеју. Тада је почео период његовог врло снажног, интензивног и разноврсног научног и књижевног рада. Био је сарадник врло значајних српских часописа, а посебно „Босанске виле“, „Српског књижевног гласника“ и „Летописа Матице српске“ (у коме је објавио и своју дисертацију о Лукијану Мушицком). Поред осталог, у Сарајеву је био секретар Српског просвјетног и културног друштва „Просвјета“ и приређивач њеног календара за 1911. годину.
Након атентата Гаврила Принципа, 28. јуна 1914. у Сарајеву, Ћоровића су ухапсиле аустроугарске окупационе власти. На познатом бањалучком „велеиздајничком“ процесу, чији је првооптужени био Васиљ Грђић, Ћоровић је најпре осуђен на пет, али му је Врховни суд повисио казну на осам година робије због интензивног рада у „Просвјети“. Нови аустроугарски цар и краљ Карло IV, под снажним притиском светске јавности, извршио је 1917. године замашну амнестију политичких затвореника, па је Ћоровић пуштен из затвора у Зеници, где је углавном издржавао казну. Тада се настанио у Загребу, па је са групом југословенски усмерених писаца (Нико Бартуловић, Иво Андрић и Бранко Машић) уређивао часопис „Књижевни Југ“. У то време је почела његова запажена сарадња са југословенским политичарима у разним земљама, а нарочито у Аустроугарској, као и припремање документарне Црне књиге (Београд-Сарајево, 1920) о страдању и патњама српског народа у Босни и Херцеговини. У улози делегата у привременом народном представништву, Ћоровић је био присутан 1. децембра 1918. године у Београду на свечаном проглашењу уједињења Срба, Хрвата и Словенаца у Краљевство Срба, Хрвата и Словенаца.
Од 1919. године, када је изабран за ванредног професора на Филозофском факултету, Ћоровић је непрестано живео у Београду. Великим личним радом, изванредним научним резултатима, створио је редак углед и утицај и изузетну каријеру: 1921. постао је редовни професор на Филозофском факултету, за дописног члана Српске краљевске академије изабран је 1922, а за редовног 1934. године – проглашен је 16. маја 1935. Две године био је и ректор Београдског универзитета, током школске 1934/35. и 1935/36. године. Смењен је после студентског штрајка у априлу 1936, познатог по погибији Жарка Мариновића (одн. подносио је оставку коју Пленум универзитета у почетку није желео примити). После напада Немаца на Југославију, напустио је Београд и кренуо у емиграцију заједно са више тадашњих истакнутих југословенских политичара, али је авион којим је управљао Синиша Синобад и којим су путовали оборен 16. априла 1941. године изнад Олимпа у Грчкој. Авион је пао у близини града Еласоне и у тој несрећи погинуо је и Владимир Ћоровић.
Почетком 1910. оженио се Јеленом Скерлић (1887—1960), сестром Јована Скерлића. Имали су две ћерке.
На основу текста који је написао академик Радован Самарџић, Владимир Ћоровић је заступљен у књизи Сто најзнаменитијих Срба (Београд - Нови Сад, 1993, стр. 529-534). Када је 1941. несрећно погинуо, још увек се налазио у пуној снази, ближе средини него крају свога стваралачког пута. Уза све то, он је оставио у рукопису толико списа, добрим делом већ припремљених за штампу, да би само то за неког другог научника значило добар животни биланс, написао је Самарџић.
У књизи Скривени свет Владимира Ћоровића аутор Боривоје Маринковић на 1063 странице је изложио своју студију о целовитом научном, књижевном и едиционом корпусу В. Ћоровића, СПКД Просвјета, (Билећа-Гацко, 2006).

## Дела
Ћоровићев стваралачки опус је обиман. Чине га бројне књиге и појединачни текстови растурени по разним часописима и листовима. Иако су чињени и значајни покушаји, још није састављена и комплетна библиографија његових радова и прилога о њему. Ово су само неке његове књиге:
- Ћоровић, Владимир (1911). „Херцеговачки манастири”. Гласник Земаљског музеја у Босни и Херцеговини. 23: 545—553.
- Ћоровић, Владимир (1920). Покрети и дела. Београд: Издавачка књижарница Геце Кона.
- Ћоровић, Владимир (1920). Црна књига: Патње Срба Босне и Херцеговине за време Светског Рата 1914-1918 (1. изд.). Београд-Сарајево: Ђурђевић.
- Ћоровић, Владимир (1921). „Доментијан и Данило (Једна глава из "Јужнословенске хагиографије")”. Прилози за књижевност, језик, историју и фолклор. 1: 21—33.
- Ћоровић, Владимир (1921). „Биографија Св. Саве од Кирила Живковића” (PDF). Јужнословенски филолог. 2: 122—123. Архивирано из оригинала 15. 02. 2025. г. Приступљено 15. 02. 2025.
- Ћоровић, Владимир (1923). Лука Вукаловић и херцеговачки устанци од 1852-1862. године. Београд: Српска краљевска академија.
- Ћоровић, Владимир (1924). Велика Србија. Београд: Народно дело.
- Ћоровић, Владимир (1924). „Деспот Ђурађ Бранковић према Конавоском рату”. Глас СКА. 62: 24—39.
- Ћоровић, Владимир (1925). Босна и Херцеговина. Београд: Српска књижевна задруга.
- Ћоровић, Владимир (1927). „Како је војвода Радослав Павловић продавао Дубровчанима Конавље (1423-1427.)”. Годишњица Николе Чупића. 110: 73—109.
- Ћоровић, Владимир (1928). „Значај Хумске епископије”. Споменица Епархије захумско-херцеговачке 1918-1928: Живим и упокојеним борцима за ослобођење и уједињење. Ниш: Епархиска управа. стр. 49—63.
- Ћоровић, Владимир (1928). Уједињење. Београд: Народно дело.
- Ћоровић, Владимир (1929). Наше победе. Београд: Народно дело.
- Ћоровић, Владимир (1933). Историја Југославије. Београд: Народно дело.
- Ћоровић, Владимир (1933). Мостар и његова Српска православна општина. Београд: Планета.
- Ћоровић, Владимир (1936). Односи између Србије и Аустро-Угарске у XX веку. Београд: Државна штампарија. (Забрањено издање-тираж заплењен и уништен)
- Ћоровић, Владимир (1936). „Међусобни одношај биографија Стевана Немање”. Светосавски зборник. 1. Београд: Српска краљевска академија. стр. 1—40.
- Ћоровић, Владимир (1937). „Прошлост Херцеговине”. Мостар и Херцеговина. Београд: Југословенско професорско друштво. стр. 1—29.
- Мирковић, Лазар; Ћоровић, Владимир, ур. (1938). Доментиан: Животи Светога Саве и Светога Симеона. Београд: Српска књижевна задруга.
- Ћоровић, Владимир (1939). Политичке прилике у Босни и Херцеговини. Београд: Политика.
- Ћоровић, Владимир (1939). „Житије Симеона Немање од Стевана Првовенчанога”. Светосавски зборник. 2. Београд: Српска краљевска академија. стр. 1—76.
- Ћоровић, Владимир (1939). „Пролошко житије Св. Саве”. Светосавски зборник. 2. Београд: Српска краљевска академија. стр. 77—89.
- Ћоровић, Владимир (1940). Хисторија Босне. Београд: Српска краљевска академија.[7]
- Постхумно: Историја Срба (БИГЗ: Београд, 1989), користећи оригинални рукопис Владимира Ћоровића, приредили историчари Раде Михаљчић и Радош Љушић.
  - Ћоровић, Владимир (1989). Историја Срба. 1. Београд: БИГЗ.
  - Ћоровић, Владимир (1989). Историја Срба. 2. Београд: БИГЗ.
  - Ћоровић, Владимир (1989). Историја Срба. 3. Београд: БИГЗ.
- Ћоровић, Владимир (1992) [1936]. Односи између Србије и Аустро-Угарске у XX веку (2. изд.). Београд: Библиотека града Београда.